# Nemcsik Zsolt
Nemcsik Zsolt (Budapest, 1977. augusztus 15. –) olimpiai ezüstérmes, világbajnok magyar kardvívó.

## Sportpályafutása
9 évesen László bátyját követve kezdett vívni a Budapesti Vasas SC-ben. Pályafutása során Gerevich György volt az edzője.
1996-ban egyéni junior világbajnokságot nyert Belgiumban. 1997-től a felnőtt magyar válogatott tagja. 1998-ban, 2001-ben, 2002-ben, 2004-ben, 2005-ben és 2007-ben egyéni országos bajnokságot nyert kardvívásban. 1998-ban csapatvilágbajnok La Chaux-de-Fonds-ban. 1999-ben a szöuli vívó világbajnokságon egyéni hetedik, a Palma de Mallorca-i Universiade csapatbajnoka. 2000-ben a sydney-i olimpián az ötödik helyezett csapat tagja, egyéniben a tizenhetedik helyen végzett. 2001-ben a koblenzi Európa-bajnokságon egyéniben és a kardcsapat tagjaként is bronzérmes, a nîmes-i világbajnokságon csapatban ezüstérmes. 2002-ben a moszkvai Európa-bajnokságon bronzérmes, a lisszaboni világbajnokságon egyéniben hatodik. 2003-ban a havannai világbajnokságon csapatban ezüstérmes. 2004-ben az athéni olimpián egyéniben ezüstérmes, csapatban ötödik. 2005-ben a zalaegerszegi Európa-bajnokságon egyéniben ezüstérmes, csapatban negyedik, a lipcsei világbajnokságon egyéniben hatodik. 2006-ban az izmiri Európa-bajnokságon az ezüstérmes csapat tagja, a torinói világbajnokságon ezüstérmes egyéniben, negyedik csapatban, összetett egyéni Világ-kupa győztes. 2007-ben a genti Európa-bajnokságon csapatban hatodik, Szentpétervárott világbajnok a kardcsapat tagjaként, egyéniben kilencedik helyen zárta a versenyt. 2008-ban a kijevi Európa-bajnokságon csapatban hetedik, egyéniben harmincegyedik. A pekingi olimpiára már mestere nélkül utazott - a repülőgépen tudta meg, hogy Gerevich György elhunyt.
Az olimpián csapatban hetedik, egyéniben tizennyolcadik helyezést ér el. Utoljára 2013-ban a Gerevich-Kovács-Kárpáti férfi kard Grand Prix-viadalon versenyzett. Edzője halála után Nemcsik folytatta mestere tanítványainak felkészítését, azonban ez csak rövid ideig tartott. 2010- februárjától 2013 nyaráig a Róma melletti Frascati városában élt, versenyzett és mellett edzőként is dolgozott. Ezt követően Svájcban lett fitnesztréner. 2015-ös hazatérése után a Vasas helyett a Törökbálinti Gerevich Aladár Vívó Egyesületben dolgozik utánpótlásedzőként, emellett 2017-2020-ig a kerekesszékes vívó válogatott szövetségi kapitánya is volt. 2019-től a Testnevelési Egyetem oktatója. 2025 januárjában kinevezték a a magyar férfi kardválogatott vezetőjének.

## Iskolái
- Könnyűipari Műszaki Főiskola csomagolástechnikai mérnök (1999)
- Testnevelési Egyetem középfokú vívóedzői diploma (2003)
- FIE Coaching Course (2016)
- Testnevelési Egyetem MSc szakedzői (2022)

## Díjai
- Az év magyar vívója (2001, 2004, 2005, 2006)
- A Magyar Köztársasági Érdemrend lovagkeresztje (2004)